# Пуста (Калузька область)
Пуста (рос. Пустая) — присілок в Спас-Деменському районі Калузької області Російської Федерації.
Населення становить 8 осіб. Входить до складу муніципального утворення Село Чипляєво.

## Історія
Від 2004 року входить до складу муніципального утворення Село Чипляєво

## Населення
| 2002 | 2007 | 2010 |
| ---- | ---- | ---- |
| 10   | ↘5   | ↗8   |